# Spandau
Spandau Berlin egyik kerülete, ill. városrésze. Eredetileg önálló település volt; története korábbra nyúlik vissza, mint Berliné.
Már 1223-ban is városi rangja volt, önállóságát egészen 1920-ig, az ún. Nagy-Berlin kialakításáig megőrizte.
Történelmi városmagja a Havel folyó egy szigete, itt található az 1410-ben épített Szent Miklós-templom is. Nevezetessége a spandaui citadella.
A városrész börtönében tartották fogva 1946-tól a nürnbergi perben szabadságvesztésre ítélt náci főbűnösöket. 1987-ben az utolsó elítélt, Rudolf Heß halála után a börtönt lebontották.

## Története
Körülbelül a hetedik század óta a Havel folyó vidékén sprevánok és hevelliek (szláv törzsek) telepedtek meg. Ők építették a környék első földvárát a mai Spandau környékén, valószínűleg azon a szigeten, ahol most a citadella áll. Később I. Henrik kelet felé kezdett terjeszkedni, mivel a mai Brandenburg ekkoriban még nem volt német, azaz germán nyelvterület és 930-ban elfoglalta a szlávok fontos földvárát, Spandauban. Ekkor a korábbi föld- ill. palánkvár helyén kővárat kezdtek építeni, ezt azonban csak 1197-ben említik először II. Ottó őrgróf egy okiratában. („Everardus advocatus in Spandowe”). Az oklevél ma a Brandenburg an der Havel-i Szent Péter és Pál székesegyházának Dómmúzeumában található.

## Részei
| Spandau városrészei | - Falkenhagener Feld - Gatow - Hakenfelde - Haselhorst - Kladow - Siemensstadt - Spandau (óváros) - Staaken - Wilhelmstadt |

## Képek

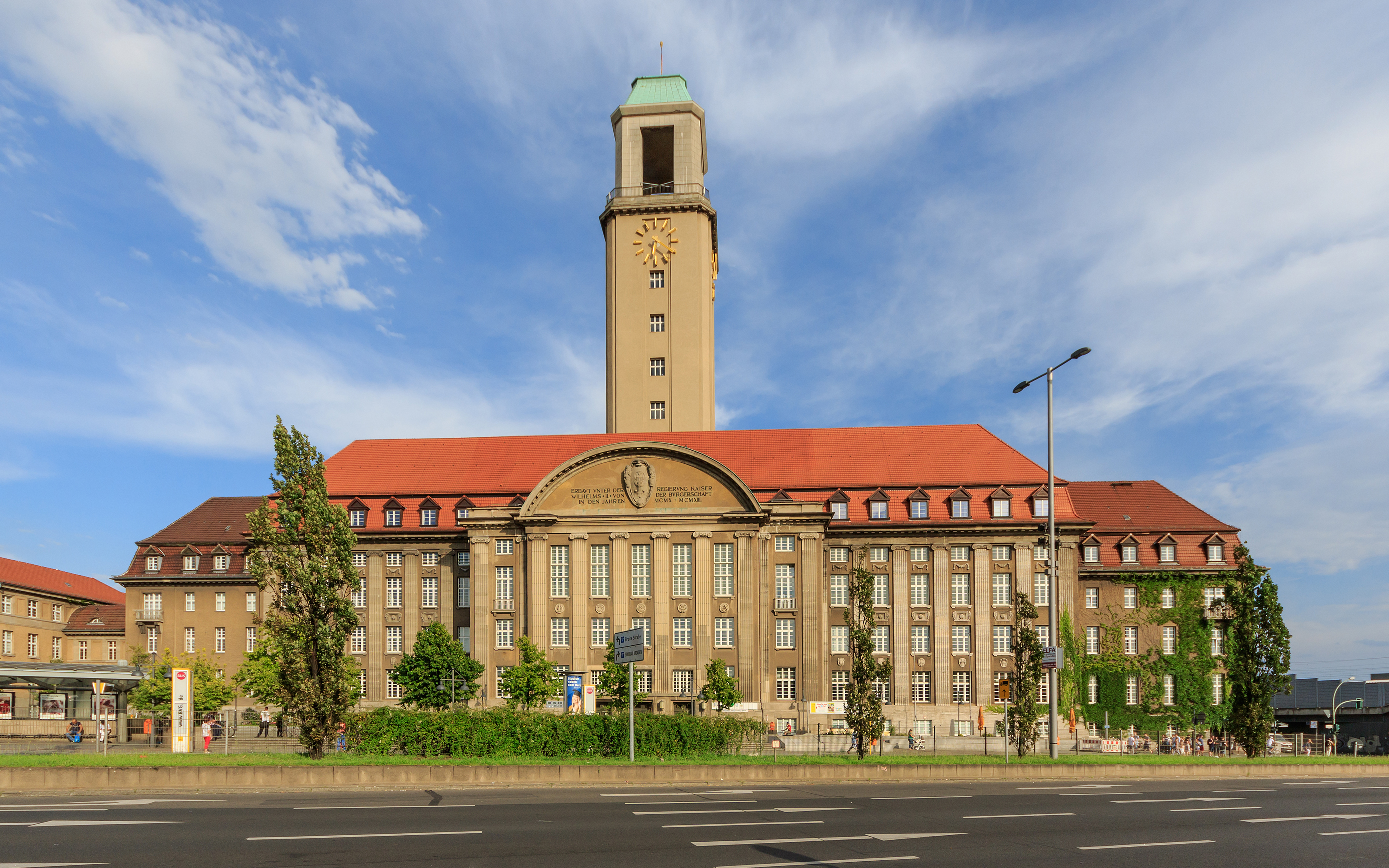
A Városháza
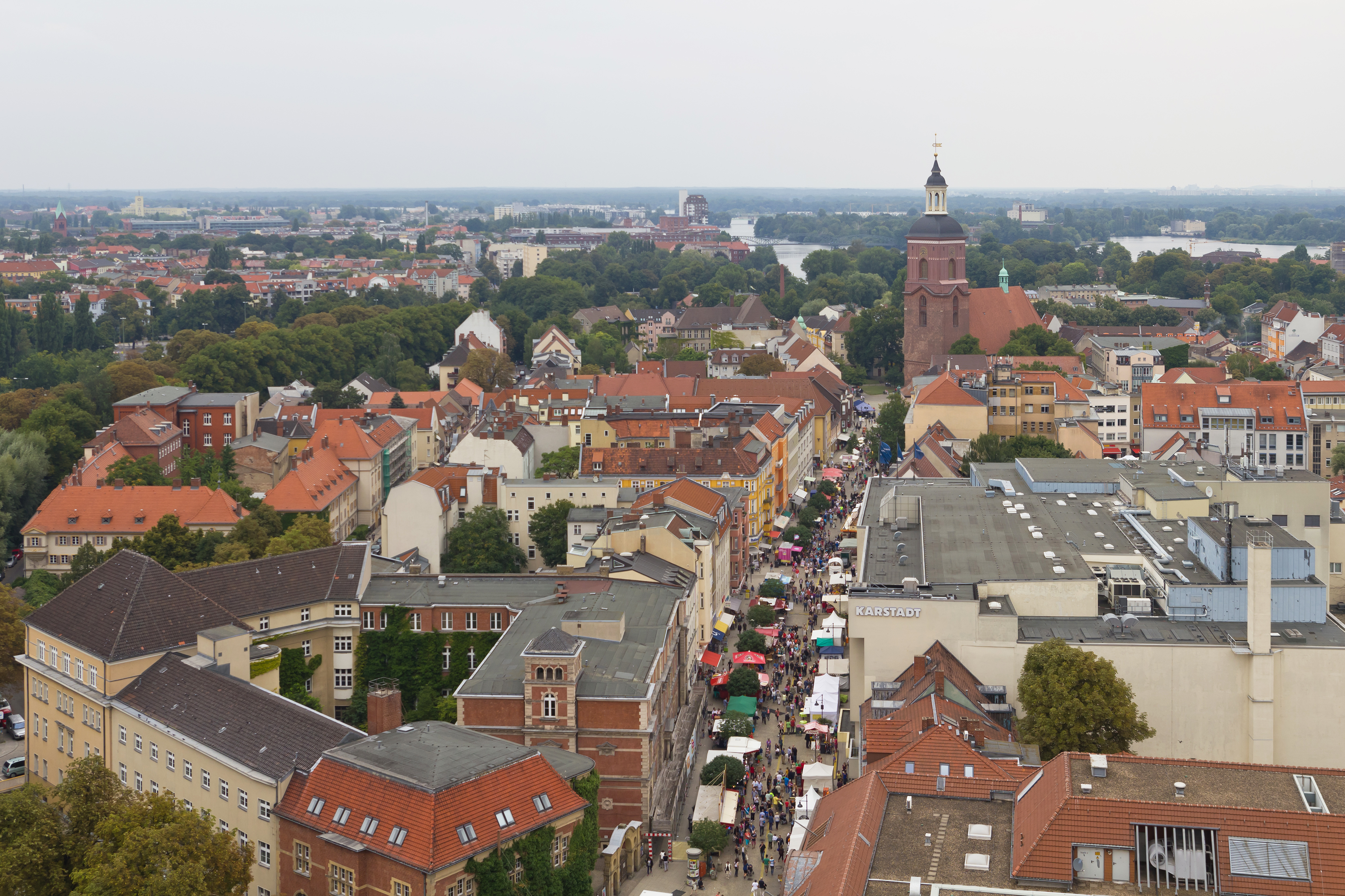
Óváros
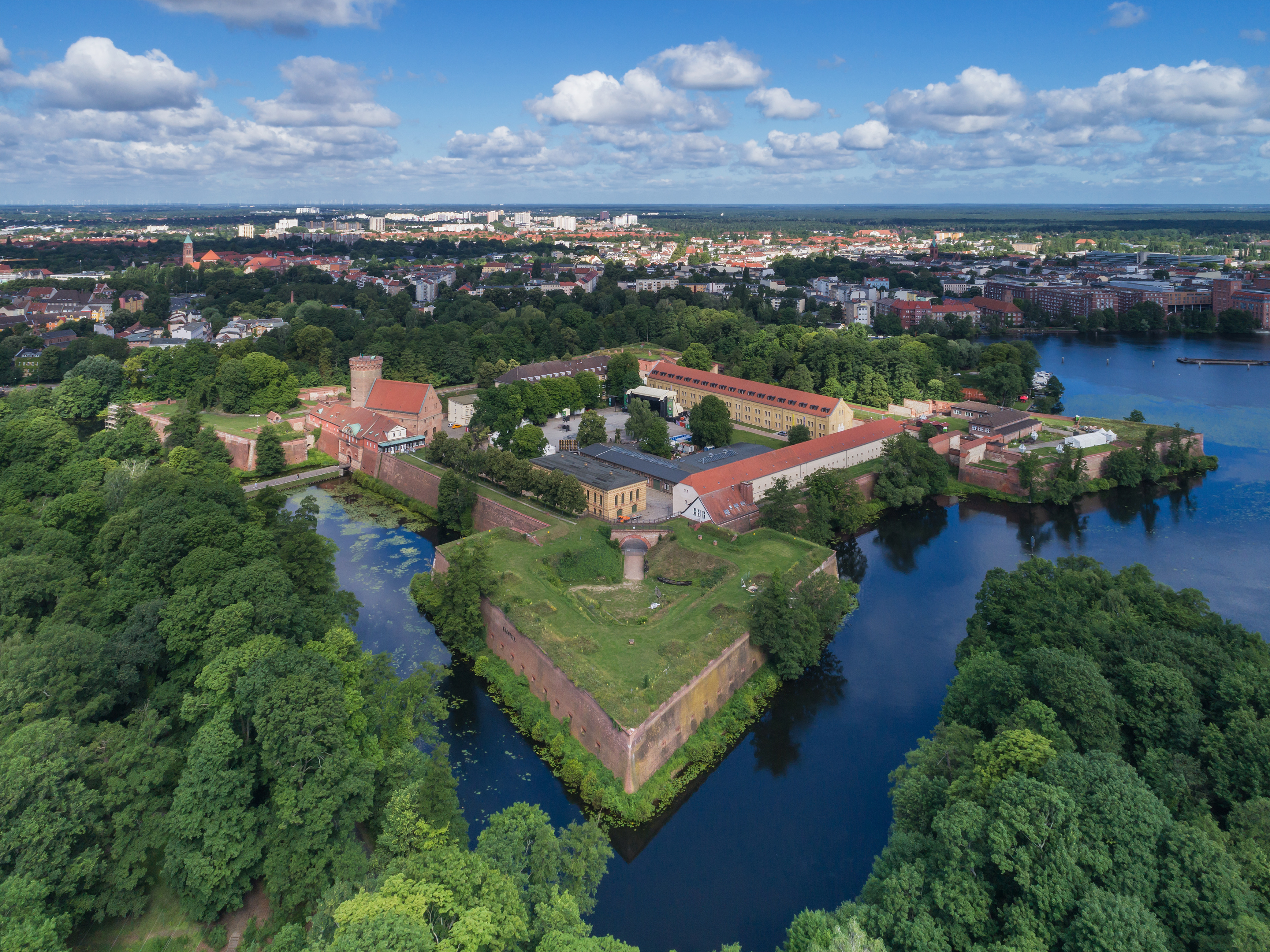
Citadella
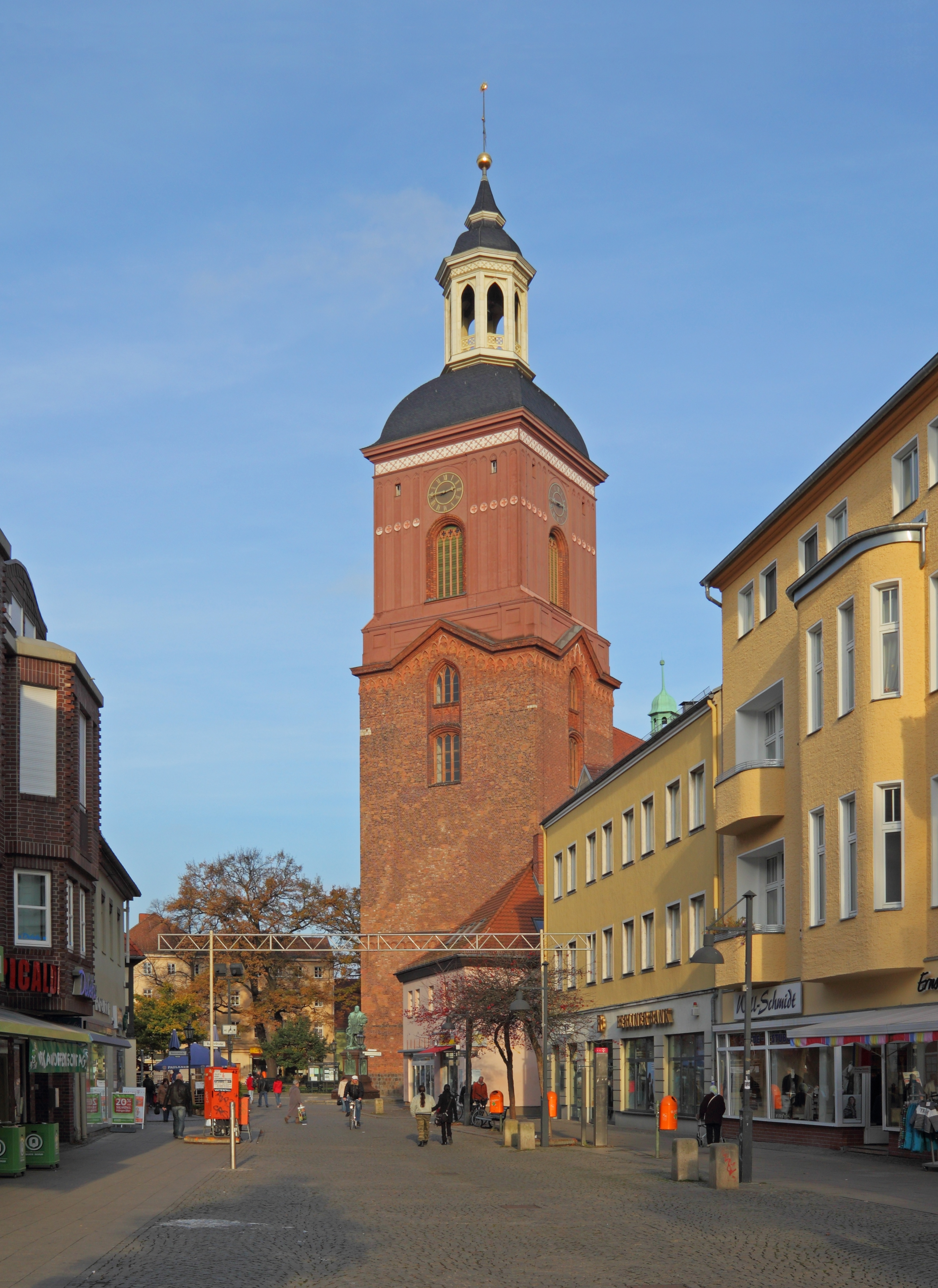
Utcarészlet

## Testvérvárosok
- Asdód, Izrael (1968)
- Asnières-sur-Seine, Franciaország (1959)
- Boca Raton, Florida, USA (1979 – 2003 májusa)
- İznik, Törökország (1987)
- Kostrzyn nad Odrą, Lengyelország
- Luton, Egyesült Királyság (1950)
- Nauen, Németország (1988)
- Siegen, Németország (1952)